# Phycodes adjectella
Phycodes adjectella är en fjärilsart som beskrevs av Walker 1863. Phycodes adjectella ingår i släktet Phycodes och familjen Brachodidae. Inga underarter finns listade i Catalogue of Life.